# JAOTW – Scooter Live In Berlin
A 2008. október 3-án megjelent Jumping All Over The World - Whatever You Want című Scooter bővített nagylemez háromféle változatban jelent meg. A Premium és Limited Deluxe változatokhoz bónuszként járt az a koncertfelvétel, amit még a német VIVA TV készített 2008. augusztus 1-jén a berlini Spandau exbörtönében rendezett speciális fellépésen. Ez volt a Jumping All Over The World turné csúcsa. A Limited Deluxe változathoz még hozzácsaptak egy újabb bónusz-DVD-t, melyen az addig elkészített negyven videóklip található meg, egy rejtett felvétellel együtt.

## Koncert-DVD
1. Intro (Carmina Burana - O Fortuna, L.A. Style - James Brown Is Dead)
2. Call Me Mañana
3. Jumping All Over The World
4. The Question Is What Is the Question?
5. I’m Raving
6. Weekend!
7. And No Matches
8. Jump That Rock!
9. No Fate
10. Jumpstyle Medley (feat. Sheffield Jumpers)
11. Fuck the Millenium
12. Aiii Shot the DJ
13. Nessaja
14. How Much Is the Fish?
15. I’m Lonely
16. One (Always Hardcore)
17. Jigga Jigga!
18. Maria (I Like It Loud)
19. Hyper Hyper

## Klipgyűjtemény
1. Jump That Rock (Whatever You Want) (Cenzúrázatlan változat)
2. I'm Lonely
3. Jumping All Over The World
4. And No Matches
5. The Question Is What Is The Question? (Második változat)
6. Lass Uns Tanzen
7. Behind the Cow
8. Apache Rocks The Bottom!
9. Hello! (Good To Be Back)
10. Suavemente
11. One (Always Hardcore)
12. Shake That! (Cenzúrázatlan)
13. Jigga Jigga! (Cenzúrázatlan)
14. Maria (I Like It Loud)
15. The Night
16. Weekend! (Cenzúrázatlan)
17. Nessaja (Cenzúrázatlan)
18. The Logical Song
19. Aiii Shot The DJ
20. Posse (I Need You On The Floor) (Újabb változat)
21. She’s The Sun
22. I’m Your Pusher
23. Fuck The Millennium
24. Faster Harder Scooter
25. Call Me Mañana
26. I Was Made For Lovin’ You
27. We Are The Greatest
28. How Much Is The Fish?
29. No Fate
30. The Age Of Love
31. Fire
32. Break It Up
33. I’m Raving
34. Rebel Yell
35. Let Me Be Your Valentine
36. Back In The U.K.
37. Endless Summer
38. Friends
39. Move Your Ass!
40. Hyper Hyper
41. Rejtett klip: One (Always Hardcore) - Rick J. Jordan's Director's Cut